# Clyde Lucas
Clyde Lucas war ein US-amerikanischer Sänger, Posaunist und Bandleader im Bereich des Swing und der Populären Musik. Er leitete die Formation Clyde Lucas & His California Dons.

## Leben
Lucas begann seine Karriere in der Band von Herb Wiedoeft in San Francisco und gründete Anfang der 1930er Jahre an der Westküste der USA seine erste Band, mit der er in den ganzen Vereinigten Staaten auf Theater-Tourneen ging und erfolgreiche Engagements in Hotels hatte. Er arbeitete daneben mit seinem Orchester bei der Begleitung der ersten Tonfilme. Die Instrumentierung der Band bestand meist aus vier Saxophonen, zwei Trompeten, und einer vierköpfigen Rhythm Section, die oft auch um Violinisten ergänzt wurde. Charakteristikum seiner Band war auch, dass jeder Musiker mindestens zwei Instrumente beherrschte; Lucas selbst spielte Posaune und Marimba.
Clyde Lucas & His California Dons war auch noch während der Kriegsjahre erfolgreich mit Theatergastspielen und Hotel-Auftritten unterwegs. Lucas nahm mit seinem Ensemble eine Reihe von Schallplatten  für Vocalion und Columbia Records auf. Als Bandsänger agierte Lucas selbst oder eine Formation namens Four Men Only; ihre Erkennungsmelodie war „Dance Mood“.
1936 und 1939 entstanden zwei Musikfilme (Titel jeweils Clyde Lucas & His Orchestra); 1938 wirkte Lucas mit seinem Orchester neben den Bands von Russ Morgan, Isham Jones und Cab Calloway in dem Musikfilm Meet the Maetros mit dem Titel „Congo Rhythm“ mit.
Clyde Lucas ist nicht zu verwechseln mit dem US-amerikanischen Komponisten und Filmemacher gleichen Namens.